# Mistrzostwa Świata w Piłce Nożnej 2026 (eliminacje strefy CAF)/Grupa F
Ten artykuł dotyczy trwającego lub niedawnego wydarzenia sportowego. Informacje w nim zamieszczone mogą się zmienić lub zdezaktualizować wraz z postępem zdarzenia. Początkowe doniesienia, wyniki lub statystyki mogą być niepewne. Ostatnie aktualizacje do tego artykułu mogą nie odzwierciedlać najbardziej aktualnych informacji.
W Grupie F pierwszej rundy eliminacji do Mistrzostw Świata 2026 biorą udział następujące zespoły:
- Wybrzeże Kości Słoniowej
- Gabon
- Kenia
- Gambia
- Burundi
- Seszele

## Tabela
| Lp. | Drużyna                  | M | Z | R | P | B+ | B- | +/– | Pkt | Kwalifikacja                     |     | Wybrzeże Kości Słoniowej | Gabon | Burundi | Kenia | Gambia | Seszele |
| --- | ------------------------ | - | - | - | - | -- | -- | --- | --- | -------------------------------- | --- | ------------------------ | ----- | ------- | ----- | ------ | ------- |
| 1   | Wybrzeże Kości Słoniowej | 6 | 5 | 1 | 0 | 14 | 0  | +14 | 16  | Awans na Mistrzostwa Świata 2026 |     |                          | 1–0   | wrz     | paź   | 1–0    | 9–0     |
| 2   | Gabon                    | 6 | 5 | 0 | 1 | 12 | 6  | +6  | 15  | Możliwy awans do drugiej rundy   |     | wrz                      |       | paź     | 2–1   | 3–2    | 3–0     |
| 3   | Burundi                  | 6 | 3 | 1 | 2 | 13 | 7  | +6  | 10  |                                  |     | 0–1                      | 1–2   |         | paź   | 3–2    | 5–0     |
| 4   | Kenia                    | 6 | 1 | 3 | 2 | 11 | 8  | +3  | 6   |                                  | 0–0 | 1–2                      | 1–1   |         | wrz   | wrz    |         |
| 5   | Gambia                   | 6 | 1 | 1 | 4 | 12 | 13 | −1  | 4   |                                  | 0–2 | paź                      | wrz   | 3–3     |       | 5–1    |         |
| 6   | Seszele                  | 6 | 0 | 0 | 6 | 2  | 30 | −28 | 0   |                                  | paź | wrz                      | 1–3   | 0–5     | paź   |        |         |

## Wyniki
| 16 listopada 202314:00 CET | Burundi                                        | 3:2(2:1) | Gambia                             | Benjamin Mkapa National Stadium, Dar es Salam (Tanzania) Sędzia: Louis Houngnandande |
| 16 listopada 202314:00 CET | Bigirimana 31' · Nsabiyumva 35' · Abdallah 75' | 3:2(2:1) | 45+4' Barrow · 90+8' (k) E. Colley | Benjamin Mkapa National Stadium, Dar es Salam (Tanzania) Sędzia: Louis Houngnandande |

| 16 listopada 202317:00 CET | Gabon                   | 2:1(0:1) | Kenia    | Stade de Franceville, Franceville Sędzia: Mohamed Maarouf |
| 16 listopada 202317:00 CET | Bouanga 60' · Kanga 88' | 2:1(0:1) | 40' Juma | Stade de Franceville, Franceville Sędzia: Mohamed Maarouf |

| 17 listopada 202320:00 CET | Wybrzeże Kości Słoniowej                                                                                             | 9:0(4:0) | Seszele | Stade National de la Côte d’Ivoire, Anyama Sędzia: Adalbert Diouf |
| 17 listopada 202320:00 CET | Haller 20' (k) · Sangaré 24' · Adingra 36' · Konaté 40' (k), 90+5' · Fofana 60' · Traorè 77', 90+4' · Krasso 84' (k) | 9:0(4:0) |         | Stade National de la Côte d’Ivoire, Anyama Sędzia: Adalbert Diouf |

| 19 listopada 202314:00 CET | Burundi        | 1:2(0:1) | Gabon                       | Benjamin Mkapa National Stadium, Dar es Salam (Tanzania) Sędzia: Issa Sy |
| 19 listopada 202314:00 CET | Bigirimana 87' | 1:2(0:1) | 35' Allevinah · 83' Bouanga | Benjamin Mkapa National Stadium, Dar es Salam (Tanzania) Sędzia: Issa Sy |

| 20 listopada 202317:00 CET | Gambia                  | 0:2(0:1) | Wybrzeże Kości Słoniowej | Benjamin Mkapa National Stadium, Dar es Salam (Tanzania) Sędzia: Jalal Jayed |
| 20 listopada 202317:00 CET | 45' Kouamé · 85' Fofana | 0:2(0:1) |                          | Benjamin Mkapa National Stadium, Dar es Salam (Tanzania) Sędzia: Jalal Jayed |

| 20 listopada 202320:00 CET | Seszele                                               | 0:5(0:3) | Kenia | Stade Félix Houphouët-Boigny, Abidżan (Wybrzeże Kości Słoniowej) Widzów: 404 Sędzia: Younoussa Camara |
| 20 listopada 202320:00 CET | 03', 6' Olunga · 45+3' Juma · 62' Onyango · 73' Omala | 0:5(0:3) |       | Stade Félix Houphouët-Boigny, Abidżan (Wybrzeże Kości Słoniowej) Widzów: 404 Sędzia: Younoussa Camara |

| 7 czerwca 202415:00 CEST | Kenia     | 1:1(0:0) | Burundi  | Bingu National Stadium, Lilongwe (Malawi) Sędzia: Jean Ouattara |
| 7 czerwca 202415:00 CEST | Abuya 72' | 1:1(0:0) | 85' Sudi | Bingu National Stadium, Lilongwe (Malawi) Sędzia: Jean Ouattara |

| 7 czerwca 202421:00 CEST | Wybrzeże Kości Słoniowej | 1:0(1:0) | Gabon | Amadou Gon Coulibaly Stadium, Korhogo Widzów: 17 522 Sędzia: Omar Artan |
| 7 czerwca 202421:00 CEST | Fofana 36'               | 1:0(1:0) |       | Amadou Gon Coulibaly Stadium, Korhogo Widzów: 17 522 Sędzia: Omar Artan |

| 8 czerwca 202418:00 CEST | Gambia                                                    | 5:1(1:1) | Seszele       | Stade Municipal de Berkane, Berkane Sędzia: Joseph Odey OGABOR |
| 8 czerwca 202418:00 CEST | Badamosi 10', 66' · Barrow 52' · Minteh 55' · Sidibeh 78' | 5:1(1:1) | 14' Henriette | Stade Municipal de Berkane, Berkane Sędzia: Joseph Odey OGABOR |

| 11 czerwca 202415:00 CEST | Kenia | 0:0(0:0) | Wybrzeże Kości Słoniowej | Bingu National Stadium, Lilongwe (Malawi) Sędzia: Jalal Jayed |
| 11 czerwca 202415:00 CEST |       | 0:0(0:0) |                          | Bingu National Stadium, Lilongwe (Malawi) Sędzia: Jalal Jayed |

| 11 czerwca 202421:00 CEST | Gabon                                        | 3:2(0:1) | Gambia                 | Stade de Franceville, Franceville Sędzia: Sadok Selmi |
| 11 czerwca 202421:00 CEST | Allevinah 52' · Aubameyang 70' · Bouanga 71' | 3:2(0:1) | 36' Minteh · 76' Adams | Stade de Franceville, Franceville Sędzia: Sadok Selmi |

| 11 czerwca 202421:00 CEST | Seszele     | 1:3(0:1) | Burundi                            | Stade Municipal de Berkane, Berkane Sędzia: Mohamed Ali Moussa |
| 11 czerwca 202421:00 CEST | Hoareau 78' | 1:3(0:1) | 34' Abdallah · 62', 69' Kanakimana | Stade Municipal de Berkane, Berkane Sędzia: Mohamed Ali Moussa |

| 20 marca 202520:00 CET | Gabon                           | 3:0(2:0) | Seszele | Stade de Franceville, Franceville Sędzia: Mehrez Malki |
| 20 marca 202520:00 CET | Allevinah 3' · Bouanga 30', 63' | 3:0(2:0) |         | Stade de Franceville, Franceville Sędzia: Mehrez Malki |

| 20 marca 202520:00 CET | Gambia                       | 3:3(0:0) | Kenia                                       | Stade National de la Côte d'Ivoire, Anyama (Wybrzeże Kości Słoniowej) Sędzia: Abdou Abdel Mefire |
| 20 marca 202520:00 CET | Barrow 54', 84' · Minteh 61' | 3:3(0:0) | 69' (k) Olunga · 75' Bajaber · 90+6' Wilson | Stade National de la Côte d'Ivoire, Anyama (Wybrzeże Kości Słoniowej) Sędzia: Abdou Abdel Mefire |

| 21 marca 202520:00 CET | Burundi      | 0:1(0:1) | Wybrzeże Kości Słoniowej | Stade d'honneur de Meknès, Meknes (Maroko) Sędzia: Samir Guezzaz |
| 21 marca 202520:00 CET | 16' Guessand | 0:1(0:1) |                          | Stade d'honneur de Meknès, Meknes (Maroko) Sędzia: Samir Guezzaz |

| 23 marca 202514:00 CET | Kenia      | 1:2(0:1) | Gabon                   | Nyayo National Stadium, Nairobi Sędzia: Ibrahim Mutaz |
| 23 marca 202514:00 CET | Olunga 62' | 1:2(0:1) | 16', 52' (k) Aubameyang | Nyayo National Stadium, Nairobi Sędzia: Ibrahim Mutaz |

| 24 marca 202520:00 CET | Wybrzeże Kości Słoniowej | 1:0(1:0) | Gambia | Stade Félix Houphouët-Boigny, Abidżan Sędzia: Ring Nyier Akech Malong |
| 24 marca 202520:00 CET | Haller 15'               | 1:0(1:0) |        | Stade Félix Houphouët-Boigny, Abidżan Sędzia: Ring Nyier Akech Malong |

| 25 marca 202520:00 CET | Burundi                                                                   | 5:0(3:0) | Seszele | Stade d'honneur de Meknès, Meknes (Maroko) Sędzia: Youcef Gamouh |
| 25 marca 202520:00 CET | Nduwarugira 22' · Bimenyimana 24', 31' · Kanakimana 50' · Girumugisha 56' | 5:0(3:0) |         | Stade d'honneur de Meknès, Meknes (Maroko) Sędzia: Youcef Gamouh |

| 2025-09-dataCEST | Kenia |  | Gambia |  |
| 2025-09-dataCEST |       |  |        |  |

| 2025-09-dataCEST | Seszele |  | Gabon |  |
| 2025-09-dataCEST |         |  |       |  |

| 2025-09-dataCEST | Wybrzeże Kości Słoniowej |  | Burundi |  |
| 2025-09-dataCEST |                          |  |         |  |

| 2025-09-dataCEST | Gabon |  | Wybrzeże Kości Słoniowej |  |
| 2025-09-dataCEST |       |  |                          |  |

| 2025-09-dataCEST | Kenia |  | Seszele |  |
| 2025-09-dataCEST |       |  |         |  |

| 2025-09-dataCEST | Gambia |  | Burundi |  |
| 2025-09-dataCEST |        |  |         |  |

| 2025-10-dataCEST | Seszele |  | Wybrzeże Kości Słoniowej |  |
| 2025-10-dataCEST |         |  |                          |  |

| 2025-10-dataCEST | Gambia |  | Gabon |  |
| 2025-10-dataCEST |        |  |       |  |

| 2025-10-dataCEST | Burundi |  | Kenia |  |
| 2025-10-dataCEST |         |  |       |  |

| 2025-10-dataCEST | Gabon |  | Burundi |  |
| 2025-10-dataCEST |       |  |         |  |

| 2025-10-dataCEST | Seszele |  | Gambia |  |
| 2025-10-dataCEST |         |  |        |  |

| 2025-10-dataCEST | Wybrzeże Kości Słoniowej |  | Kenia |  |
| 2025-10-dataCEST |                          |  |       |  |

## Strzelcy

### 5 goli
- Denis Bouanga

### 4 gole
- Musa Barrow
- Michael Olunga

### 3 gole
- Sudi Abdallah
- Bienvenue Kanakimana
- Jim Allevinah
- Pierre-Emerick Aubameyang
- Yankuba Minteh
- Seko Fofana

### 2 gole
- Abedi Bigirimana
- Bonfils-Caleb Bimenyimana
- Muhammed Badamosi
- Masoud Juma
- Sébastien Haller
- Karim Konaté
- Hamed Junior Traorè

### 1 gol
- Jean-Claude Girumugisha
- Christophe Nduwarugira
- Frédéric Nsabiyumva
- Guélor Kanga
- Ebou Adams
- Ebrima Colley
- Adama Sidibeh
- Duke Abuya
- Mohammed Bajaber
- Benson Omala
- Rooney Onyango
- William Wilson
- Ryan Henriette
- Lorenzo Hoareau
- Simon Adingra
- Evann Guessand
- Jean-Philippe Krasso
- Christian Kouamé
- Ibrahim Sangaré